# 池田尚美
池田 尚美（いけだ なおみ）は、日本の建築プランナー。福岡県出身。1級インテリア設計士、風水設計士、整理収納アドバイザー、セキュリティーアドバイザー、照明コンサルタント、愛犬家住宅コーディネーター。建築プランナー株式会社代表取締役。

## 略歴・人物
福岡県福岡市出身。福岡県立筑紫高等学校を経て、京都造形芸術大学を卒業後、三浦設計事務所で修行後、建築プランナー株式会社に入社。
住空間デザイナーという立場で住宅専門の設計を行う。
1級インテリア設計士、風水設計士、整理収納アドバイザー1級、セキュリティーアドバイザー、照明コンサルタント、愛犬家住宅コーディネーターなどの住宅に特化した多彩な資格を持ち独創的な目線で住空間をデザインする。
2019年より自身のYouTubeチャンネル「お家大好き！naomiチャンネル」を本格的に始動。女性に優しい家事楽な家づくり、家族が楽しい家づくり、年中心地よく過ごせる家づくりのポイントを女性デザイナーならではの目線で発信している。